# Prosper Matthys
Prosper-Maria Matthys (Matthijs), né le 3 avril 1924 à Saint-Nicolas et mort le 20 mai 2006 à Saint-Nicolas, est un homme politique belge socialiste flamand.

## Fonctions et mandats
- Conseiller communal de Saint-Nicolas : 1956-1974
- Conseiller provincial de Flandre-Orientale : 1968-1974
- Échevin de Saint-Nicolas : 1971-1974
- Membre du Pouvoir exécutif provincial belge de Flandre-Orientale : 1974-1981
- Membre coopté du Sénat belge : 1981-1982
- Conseiller provincial de Flandre-Orientale : 1981-1982
- Sénateur : 1982-1991

## Lien exeterne
- Senate.be

- Ressource relative à la vie publique :   - Parlement flamand
- Ressource relative à plusieurs domaines :   - ODIS